# Thomas F. Mulledy
Thomas F. Mulledy SJ (12 de Agosto de 1794 — 20 de Julho de 1860) foi um padre católico americano que se tornou o presidente da Universidade de Georgetown, um dos fundadores do Colégio da Santa Cruz e um proeminente líder dos jesuítas do século XIX nos Estados Unidos. Era irmão de Samuel Mulledy, que também foi jesuíta e, também ele, ascendeu a presidente da mesma instituição.
Mulledy entrou na Companhia de Jesus e foi educado para o sacerdócio em Roma, antes de completar a sua educação nos Estados Unidos. Serviu duas vezes como presidente da Universidade de Georgetown, em Washington, D.C. Em Georgetown, Mulledy empreendeu uma campanha de construção significativa, que resultou no Gervase Hall e no Mulledy Hall (mais tarde renomeado Isaac Hawkins Hall). Tornou-se o segundo superior provincial da Província de Maryland da ordem jesuíta e orquestrou a venda dos escravos da província, em 1838, para saldar dívidas. Isso resultou em protestos dos seus companheiros jesuítas e na censura pelas autoridades da igreja em Roma, que o exilaram em Nice, no Reino do Piemonte-Sardenha, por vários anos. Enquanto superior provincial, Mulledy foi também o vigário geral da Diocese de Boston.
Após o seu retorno aos Estados Unidos, Mulledy foi nomeado primeiro presidente do Colégio da Santa Cruz, em 1843, e supervisionou o seu estabelecimento, incluindo a construção do seu primeiro edifício. Tanto nos Estados Unidos quanto em Roma desenvolveu a reputação de ser combativo e insubordinado, para grande descontentamento dos seus companheiros jesuítas e dos seus superiores. Outros o elogiaram pelas suas habilidades administrativas. Nos seus últimos anos foi prolífico em pregar sermões em Santa Cruz e desempenhou um papel importante na análise do colégio através de investigações do Know Nothing Party. Ele também serviu como pastor da Igreja Evangelista de São João e presidente da Instituição Literária de São João, em Frederick, Maryland, onde expulsou uma parte significativa do corpo estudantil por protestar contra a disciplina estrita que ele impôs, levando ao declínio permanente da escola. Foi, então, designado pastor da Igreja da Santíssima Trindade, em Georgetown, e brevemente superior no Colégio de São José, na Filadélfia.
Em 2015, Georgetown renomeou o Mulledy Hall, devido ao envolvimento de Mulledy na venda de escravos de 1838. O seu nome também foi retirado de um edifício do Colégio da Santa Cruz, em 2020.

## Infância e educação

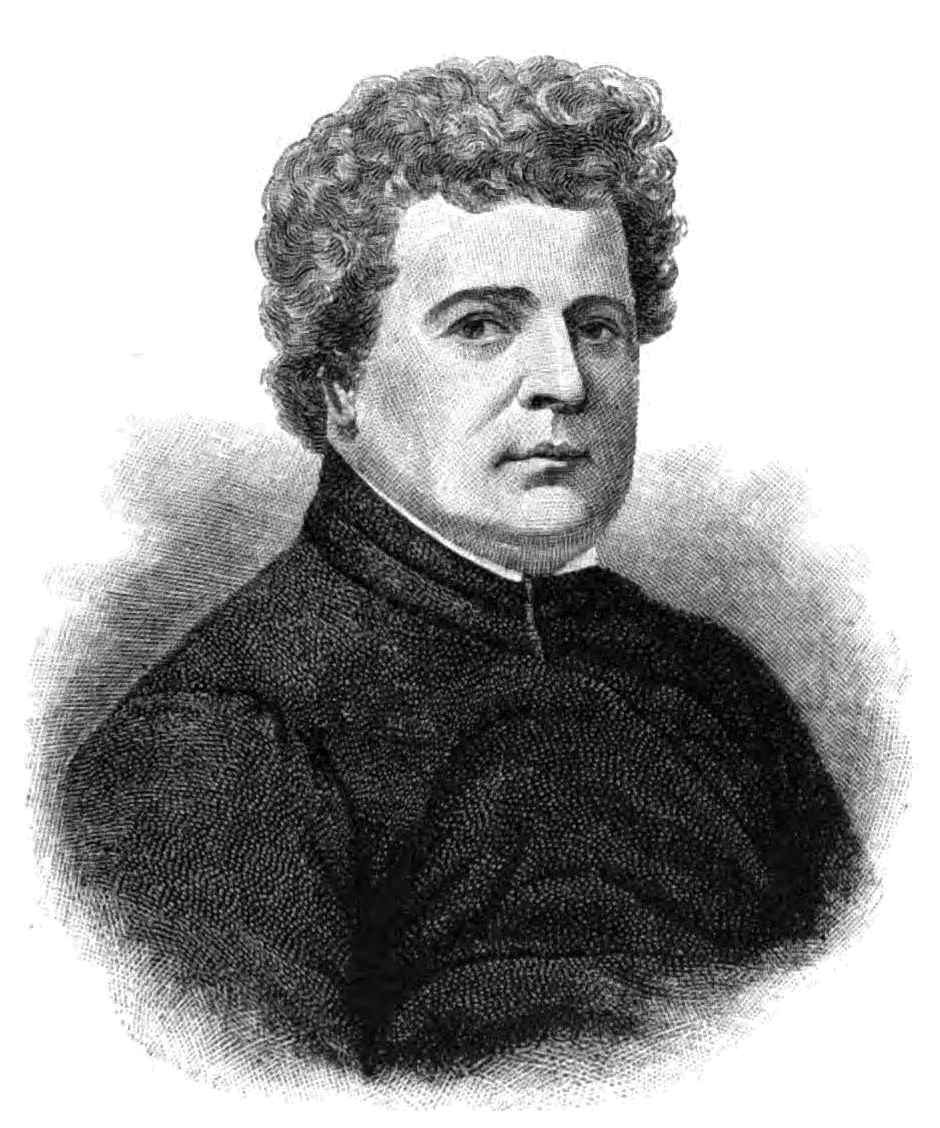
Retrato de Mulledy

Thomas Mulledy nasceu a 12 de Agosto de 1794, em Romney, Virgínia (hoje parte da Virgínia Ocidental), de pais imigrantes irlandeses. O seu pai, também chamado Thomas Mulledy, era um fazendeiro pobre.A sua mãe, Sarah Cochrane, da Virgínia, não era católica. Para que os dois se pudessem casar, obtiveram uma dispensa canónica e concordaram que os seus filhos seriam criados católicos, enquanto as suas filhas seriam criadas protestantes. Antes de receber qualquer educação superior, Thomas Mulledy e o seu irmão, Samuel, leccionavam na Romney Academy na sua cidade natal. Tal como o seu irmão, Samuel tornou-se num jesuíta e presidente da Universidade de Georgetown.
Thomas mais tarde matriculou-se como estudante no Colégio de Georgetown em Washington, D.C., a 14 de Dezembro de 1813, tendo que pagar a sua própria educação, assim como o seu irmão. Ele deixou a escola em Fevereiro de 1815 para viajar com nove outros para White Marsh Manor, no Condado de Prince George, Maryland, onde eles entraram na Companhia de Jesus. Ele voltou a ensinar em Georgetown em 1817. Lá, contraiu uma doença desconhecida pelos médicos da época e temia que a morte fosse iminente. Num estado debilitado, ele recebeu o viático e depois conseguiu reaver a sua saúde, uma reviravolta que alguns consideraram milagrosa. Em 1818 ele foi nomeado pela Assembleia Geral da Virgínia, para o conselho de administração da cidade de Romney.
Em 1820 foi enviado para estudar filosofia em Roma; na viagem, foi acompanhado por Charles Constantine Pise, James Ryder e George Fenwick. Lá, estudou no Pontifício Colégio Urbano para a Propagação da Fé por dois anos, e passou mais dois como tutor do príncipe herdeiro de Nápoles. Com os seus estudos sacerdotais, ele foi exposto à literatura e ciência, e foi considerado um dos mais eminentes estudiosos americanos da língua e literatura italianas.
Mulledy foi ordenado sacerdote em Roma em 1825, e então começou a sua carreira em Chieri, perto de Turim. Em 1828 estava a ensinar lógica, metafísica e ética num colégio jesuíta em Chambéry. Ele deixou a Itália no final daquele ano, mas até Dezembro de 1827 a Sociedade não havia arrecadado dinheiro suficiente para pagar o retorno dele e de outros estudantes jesuítas aos Estados Unidos e o Superior-geral Jesuíta não estava convencido de que a Sociedade havia recuperado uma posição nos Estados Unidos após a sua supressão. Ele partiu do porto de Livorno numa viagem difícil que durou 171 dias, o que fez com que alguns nos Estados Unidos temessem que os três jesuítas a bordo tivessem perecido. Eventualmente, ele chegou a Georgetown a 22 de Dezembro de 1828, onde foi nomeado prefeito de estudos, bem como professor de filosofia. Na época, Mulledy forneceu o relato mais abrangente dos eventos misteriosos conhecidos como Wizard Clip.

## Universidade de Georgetown

### Primeira presidência

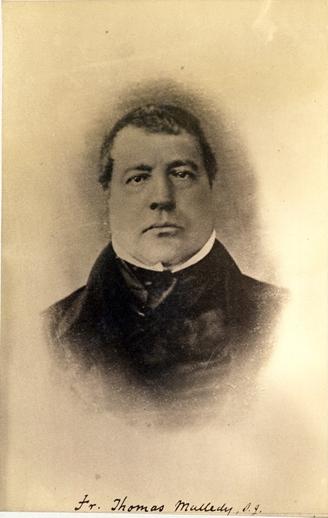
Daguerreótipo de Mulledy

Mulledy foi nomeado presidente da Universidade de Georgetown a 14 de Setembro de 1829, sucedendo à breve liderança de John William Beschter na escola. Vários meses antes, Peter Kenney havia sido nomeado visitante apostólico da missão jesuíta em Maryland, e supervisionava Mulledy, que era visto com cautela pelos superiores jesuítas na Europa devido ao seu ardente republicanismo; simultaneamente, Mulledy foi nomeado consultor de Kenney. Quando assumiu a presidência, o estado de Georgetown era pobre; o número de alunos havia caído para apenas 45. Em 1834, os números voltaram a aumentar para 140.
Durante a sua presidência, o Ratio Studiorum jesuíta foi implementado de forma mais completa, principalmente sob a direcção do prefeito de estudos, George Fenwick. Em Maio de 1830, a primeira observação nos Estados Unidos do Mês de Maria foi realizada pelo capítulo de Georgetown da Congregação da Santíssima Virgem, que havia sido fundada em 1808 como o primeiro capítulo da congregação nos Estados Unidos. Com o crescimento do número de livros da universidade sob a presidência de Mulledy, ele comprometeu-se a organizar os 12 mil volumes numa única biblioteca em Old North a 16 de Fevereiro de 1831.
Mulledy tinha a reputação de ser relativamente negligente na aplicação da disciplina. Em 1833 uma rebelião foi encenada por um grupo de vários alunos que arquitectaram uma emboscada e assalto ao prefeito de estudos, em resposta ao relato do prefeito de um aluno que bebeu até ao ponto de embriaguez em tabernas quando a turma fez uma viagem ao Capitólio. A emboscada foi descoberta e Mulledy expulsou vários alunos. Em Março de 1833 o Papa Gregório XVI assinalou a Universidade de Georgetown como uma universidade eclesiástica, a primeira instituição desse tipo nos Estados Unidos. Isso autorizou-o a conceder graus canónicos em filosofia e teologia. Três anos mais tarde, a 10 de Dezembro de 1836, a faculdade escapou por pouco da destruição quando um edifício de um carpinteiro perto da faculdade incendiou-se. Os alunos e professores trabalharam para conter as chamas e impediram que se espalhassem para o dormitório próximo.
Durante o mandato de Mulledy, Georgetown foi frequentemente visitada por congressistas e senadores. No geral, ele era visto como tendo administrado efectivamente a universidade. Kenney relatou a Roma que Mulledy havia sido um administrador bem-sucedido, apesar do seu "entusiasmo extremamente impetuoso e patriotismo excessivo".⁣ A sua primeira presidência de Georgetown terminou em 1837, e ele foi sucedido por William McSherry.

#### Campanha de construção
Com o aumento constante do número de alunos durante a sua presidência e um influxo de dinheiro como remuneração de uma viúva que entrou no Mosteiro de Visitação de Georgetown e confiou o seu filho como tutelado de Georgetown, Mulledy conseguiu construir uma nova enfermaria em 1831. Este edifício foi nomeado Gervase Hall, em homenagem ao Irmão Thomas Gervase, um missionário que navegou para Maryland a bordo da viagem de The Ark e The Dove em 1634.
Apesar das dúvidas do tesoureiro da província jesuíta, Francis Dzierozynski, sobre a propensão de Mulledy para a construção, e das finanças precárias da província, Mulledy empreendeu um projecto ainda maior no ano seguinte. Ele foi inicialmente incapaz de financiar um novo edifício que abrigaria um refeitório, capela, sala de estudo e dormitórios; eventualmente, um jesuíta que possuía propriedades (porque ainda não havia feito os votos perpétuos) ofereceu a Mulledy um empréstimo substancial. Com esse dinheiro, a inauguração do novo edifício ocorreu em Julho de 1832 e foi concluída em Julho do ano seguinte. Este edifício ficou conhecido como Mulledy Hall. A construção desses dois edifícios foi possibilitada por um empréstimo de 7 mil dólares da viúva de Stephen Decatur.
Durante a presidência de Mulledy foram criados os "Caminhos", uma rede de caminhos cénicos pelo campus. Eles foram o resultado da compra de Joseph West, um irmão jesuíta, do terreno para o colégio. Após a doação de terras do Congresso para o Columbian College em 1832, Georgetown solicitou benefícios semelhantes. A legislatura acabou por conceder lotes de Georgetown no valor de 25 mil dólares, títulos os quais foram transferidos para a faculdade a 20 de Fevereiro de 1837.

### Segunda presidência
Mulledy assumiu novamente a presidência de Georgetown a 6 de Setembro de 1845, sucedendo ao seu irmão, Samuel Mulledy. Logo depois, o presidente James K. Polk solicitou que a Igreja Católica enviasse capelães para ministrar aos soldados católicos na Guerra Mexicano-Americana; como resultado, o vice-presidente e procurador de Mulledy partiu para o Rio Grande para ministrar ao exército do general Zachary Taylor.
Em 1848, devido a revoltas populares nos estados italianos, muitos jesuítas fugiram da Itália e refugiaram-se durante algum tempo na Universidade de Georgetown, incluindo o futuro famoso astrónomo Angelo Secchi e o cientista Giambattista Pianciani. Nesse mesmo ano, Mulledy renunciou ao cargo de presidente da universidade, sendo sucedido por James Ryder.

## Província de Maryland
Em Outubro de 1837, Mulledy foi nomeado superior provincial da Província de Maryland dos Jesuítas. Ele sucedeu a William McSherry, o primeiro provincial da província, que por sua vez sucedeu a Mulledy como presidente da Universidade de Georgetown. A sua liderança da província provou ser insatisfatória para os jesuítas europeus nos Estados Unidos, que discordaram da frouxidão disciplinar de Mulledy, incluindo não impor o silêncio sagrado e permitir o excesso de álcool e a visita de hóspedes do sexo feminino nos aposentos dos jesuítas. Isso acabou por levar à intervenção do Superior-geral em Roma, que ordenou a Mulledy que corrigisse esses lapsos de disciplina.
Em 1838 o bispo Benedict Joseph Fenwick nomeou Mulledy vigário-geral da Diocese de Boston, que ocupou simultaneamente como superior provincial. Ele foi considerado pelo bispo John Dubois como uma das escolhas potenciais para bispo coadjutor da Diocese de Nova York, mas no fim foi John Hughes o escolhido em 1838.

### Venda de escravos

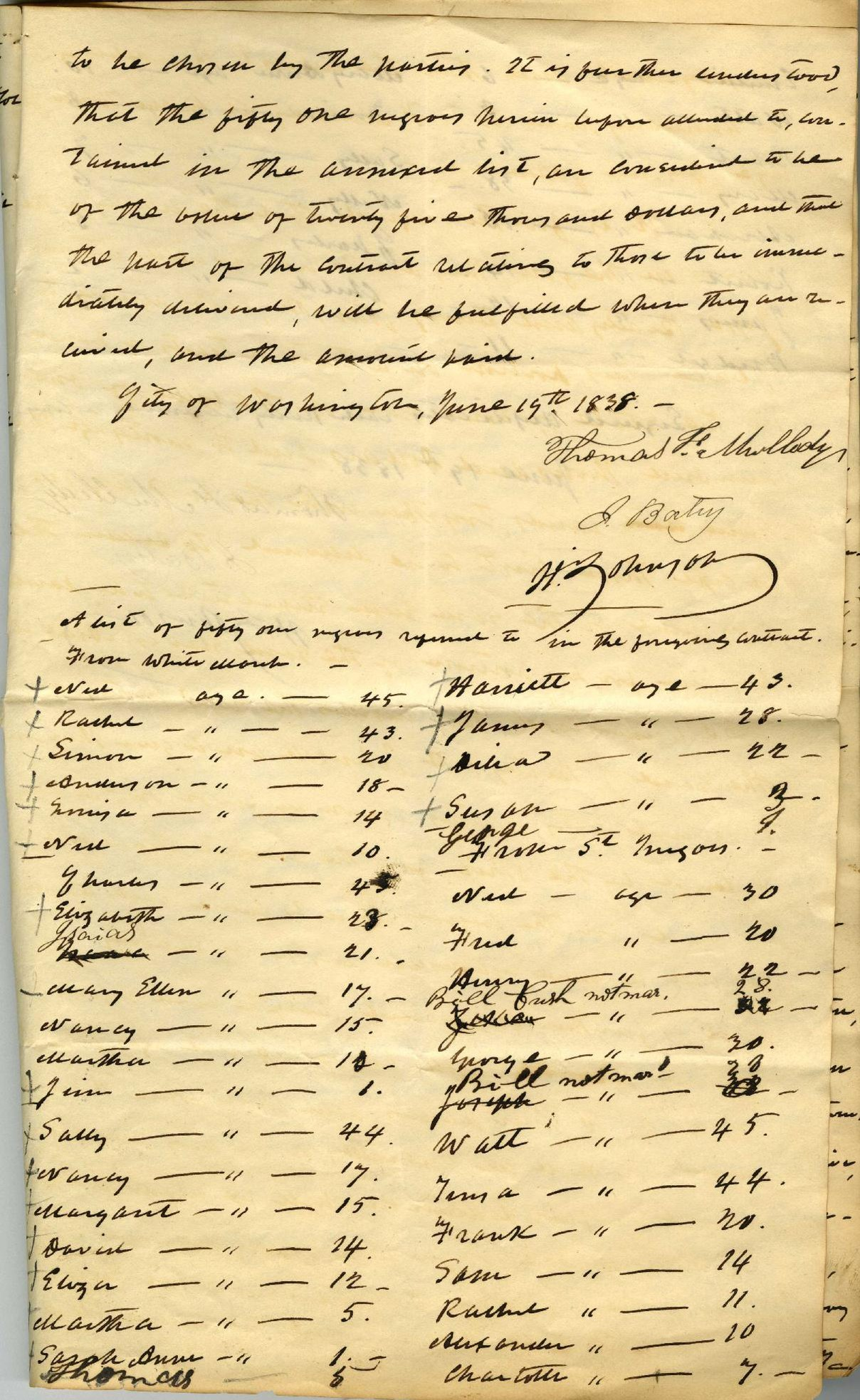
Assinatura de Mulledy nos artigos de acordo para a venda de escravos de 1838

O programa de construção de Mulledy deixou a Universidade de Georgetown — e, por extensão, os jesuítas de Maryland — com dívidas consideráveis. Para agravar a insegurança financeira, as plantações dos jesuítas de Maryland foram mal administradas e não estavam a gerar renda suficiente para sustentar a faculdade. Para rectificar as finanças da província, Mulledy, como provincial, vendeu quase todos os escravos de propriedade da província jesuíta de Maryland para dois fazendeiros na Louisiana. Este plano foi autorizado pelo Superior-geral dos Jesuítas em Roma, Jan Roothaan, no final de 1838 com a condição de que as famílias de escravos não fossem separadas e que fossem vendidas a proprietários que lhes permitissem continuar na fé católica. Mulledy executou a venda de 272 escravos para Jesse Batey e Henry Johnson a 19 de Junho de 1838. Apesar da ordem de Roothaan, rapidamente tornou-se evidente que as famílias estavam, de facto, separadas.
Esta venda provocou protestos entre muitos dos jesuítas da província, que se opunham à posse de escravos pelos jesuítas e apoiavam a alforria dos escravos. Esses jesuítas enviaram relatos gráficos da venda a Roothaan, que estava inclinado a remover Mulledy do cargo de superior provincial. William McSherry convenceu Roothaan a adiar a sua decisão e, juntamente com Samuel Eccleston (o arcebispo de Baltimore), tentou persuadir Mulledy a renunciar. Roothaan chegou a pensar em expulsar Mulledy da Companhia de Jesus, mas foi persuadido do contrário por Eccleston. Em Agosto de 1839, Roothaan ordenou que McSherry informasse Mulledy que ele havia sido removido, pelas duas razões de desobedecer ordens e promover um escândalo.
Quando Roothaan tomou essa decisão, McSherry já havia convencido Mulledy a renunciar no final de Junho e ir a Roma para se explicar às autoridades da igreja. Mulledy renunciou no dia em que recebeu a carta de Roothaan. McSherry foi nomeado provincial em exercício, e mais tarde foi eleito provincial apesar de estar gravemente doente e perto da morte. Após o encontro de Mulledy com Roothaan em Roma, ele foi designado para ensinar inglês a meninos em Nice, no Reino do Piemonte-Sardenha, efectivamente como censura pela sua conduta no caso de venda de escravos. Durante o seu exílio, Mulledy escreveu a Roothaan sobre os seus sentimentos de solidão e sensação de estar esquecido.
Mulledy tornou-se alcoólatra e mais tarde tentou quebrar esse hábito com um ano de abstinência. Com a intensidade da controvérsia diminuindo, no inverno de 1841 e 1842, a província solicitou a Roothaan que permitisse que Mulledy regressasse aos Estados Unidos. Roothaan foi particularmente persuadido pelo bispo Eccleston para o retorno de Mulledy. Atendendo ao pedido, Roothaan enviou Mulledy para a Diocese de Boston, de modo a mantê-lo longe de Maryland, onde o escândalo havia ocorrido.

## Colégio da Santa Cruz

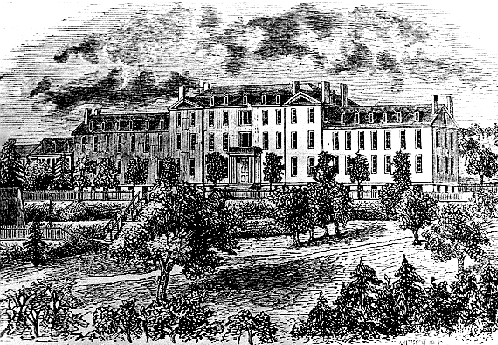
Fenwick Hall, concluído em 1844 sob Mulledy

O bispo Benedict Joseph Fenwick de Boston estabeleceu o Colégio da Santa Cruz em Worcester, Massachusetts, em 1843. Após a permissão de Roothaan para Mulledy deixar a Europa, Fenwick solicitou que Mulledy fosse nomeado o primeiro presidente do colégio em 1843. Mulledy aceitou esta posição e chegou a Worcester a 13 de Março de 1843.
Ele supervisionou a construção do primeiro edifício da escola, cuja primeira pedra foi lançada a 21 de Junho de 1843. Originalmente conhecido como o edifício do Colégio, mais tarde foi nomeado Fenwick Hall e acabou por ser totalmente destruído por um incêndio em 1852. Inspeccionando regularmente o progresso da construção inicial do edifício, ele acabou por se mudar para Worcester permanentemente a 28 de Setembro de 1843. Ele morou primeiro numa casa de fazenda no sopé da colina onde o colégio foi construído, com um candidato e um irmão jesuítas. O edifício da faculdade ficou concluído no dia 13 de Janeiro de 1844.
As relações entre Mulledy e Fenwick foram tensas pelo facto de que Mulledy desejava ter independência ao decidir aceitar candidatos ao noviciado jesuíta. Mulledy acabou por prevalecer sobre este assunto. Além disso, três meses após a abertura do colégio, Mulledy recebeu instruções de Fenwick para reduzir significativamente as despesas, aconselhando-o a ser mais frugal, mas ele não conseguiu compensar os custos operacionais com propinas e outras receitas; à luz do aumento constante das matrículas e da superlotação que o acompanha, o colégio foi muito auxiliado por uma doação de mil dólares de Andrew Carney em Março de 1844. Dado o relacionamento cada vez pior entre Mulledy e Fenwick, a sua presidência chegou ao fim em 1845, e ele regressou a Georgetown; foi sucedido por James Ryder.

## Últimos anos

### Instituição Literária de São João

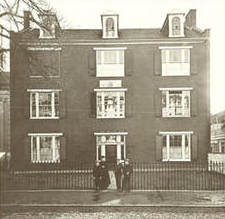
Mulledy foi presidente da Instituição Literária de São João (imagem de 1890)

Mulledy foi eleito procurador da província de Maryland em 1847 na congregação-geral da província, após confrontos acalorados entre ele e os seus companheiros jesuítas, incluindo James Ryder. Um jesuíta belga, Peter Verhaegen, escreveu a Roothaan que Mulledy tinha sido "imperioso e despótico" e condenou severamente o seu temperamento hostil e quebra de fraternidade. O novo superior provincial, Ignatius Brocard, transferiu Mulledy para Filadélfia, onde continuou como procurador, antes de ser enviado para Frederick, Maryland em 1850 como presidente da Instituição Literária de São João, sucedendo a Charles H. Stonestreet. O presidente da escola também serviu como pastor da Igreja de São João Evangelista.
Mulledy defendeu um currículo somente em inglês, em vez de dar aulas em latim, para não expulsar os alunos das escolas protestantes que ensinavam em inglês. Durante o seu mandato, Mulledy impôs uma disciplina muito rígida, levando a uma saída em massa dos alunos mais velhos da escola. Em resposta, ele expulsou a maioria deles, reduzindo o corpo estudantil regional a um apenas da cidade de Frederick. Isso levou a escola a um declínio do qual nunca recuperou. No final do seu mandato, Mulledy foi sucedido por Burchard Villiger. Ele então foi designado por um curto período de tempo para Alexandria, Virgínia, numa missão pastoral.

### Ministério
No outono de 1854, Mulledy foi novamente enviado ao Colégio da Santa Cruz, onde foi nomeado prefeito de estudos e prefeito espiritual. Ele permaneceu nesta posição até 1857. Quando solicitado a ensinar latim e grego antigo, ele recusou alegando que a sua competência nas disciplinas havia diminuído com a idade. Em vez disso, Mulledy preferiu dar sermões, dos quais compilou um arquivo. Com a ascensão do movimento Know Nothing nos Estados Unidos e a vitória do partido em 1854 ao ganhar o controlo do Tribunal Geral de Massachusetts, um Comité Especial Conjunto sobre a Inspecção de Conventos foi formado para investigar as instituições católicas. Um boato começou a circular em Julho daquele ano de que Santa Cruz estava a ser usada como depósito de armas para uma eventual revolução católica. Consequentemente, o comité chegou em Março para investigar o colégio e foi escoltado pelas instalações por Mulledy. Ao encontrar nenhuma verdade que suportasse o boato, eles foram embora.
Mulledy uma vez mais retornou a Washington em 1857, onde serviu como pastor da Igreja da Santíssima Trindade em Georgetown até 1858. Ele então foi novamente para Filadélfia por dois anos, o último dos quais passou como superior no Colégio de São José. Mulledy morreu de "hidropisia" no dia 20 de Julho de 1860, na Universidade de Georgetown. Ele foi enterrado no Cemitério da Comunidade Jesuíta, no campus de Georgetown.

## Legado
Em 2015 surgiu uma controvérsia na Universidade de Georgetown sobre o nome de Mulledy Hall devido à conexão do seu homónimo com a escravidão. Isso resultou no edifício a ser temporariamente renomeado Freedom Hall. Em 2017, o presidente da universidade, John DeGioia, anunciou que o salão seria renomeado permanentemente para Isaac Hawkins Hall, tomando o primeiro nome listado no registo de escravos vendidos em 1838.
De maneira semelhante, o Mulledy Hall, no Colégio da Santa Cruz, inaugurado em 1966, foi renomeado para Brooks-Mulledy Hall, em 2016. A intenção desse nome duplo era manter o reconhecimento de Mulledy como fundador da faculdade, ao mesmo tempo em que reconhece John E. Brooks, que trabalhou para integrar racialmente o campus de Santa Cruz em 1968 e que mais tarde foi seu presidente. No entanto, em 2020, a faculdade removeu o nome de Mulledy do edifício, que passou a ser simplesmente Brooks Hall.